# Église Saint-Laurent de Forges (Charente-Maritime)
L'église Saint-Laurent est une église située à Forges, dans le département français de la Charente-Maritime en région Nouvelle-Aquitaine.

## Historique
L'actuelle église paroissiale, consacrée à  saint Laurent, n'est sans doute pas antérieure au XIIe siècle. Dépendance du prieuré clunisien Saint-Martin d'Aix, on en trouve mention pour la première fois dans une charte datée de 1188, puis de nouveau dans un pouillé du XVe siècle sous le vocable de « Sanctii Laurentii de Forgus ». Cette époque voit la reconstruction du chœur, puis l'adjonction de deux chapelles latérales au XVIe siècle. Le sanctuaire semble être durement éprouvé par les guerres de religion, mais n'est remis en état que durant le XVIIe siècle.
L'église présente une façade romane composée de trois registres verticaux et horizontaux. La partie inférieure de celle-ci est percée d'un portail en berceau brisé, composé de trois voussures dépourvues de toute ornementation. La partie centrale, percée d'une mince baie sans style, s'inscrit entre deux corniches à modillons où l'on peut entre autres reconnaître un saltimbanque et deux personnages masculins. Enfin, la partie supérieure de la façade accueille un campanile surmonté d'une croix de pierre. La façade fut longtemps précédée d'un ballet, sorte d'auvent que l'on retrouve sur certaines églises de la région, lequel est démoli en 1867.
La nef est bordée de chapelles latérales couvertes de voûtes en plâtre. Quatre colonnes, uniques vestiges des anciennes voûtes détruites durant les guerres de religion, comportent encore des chapiteaux romans. Une huile sur toile représentant le « Martyre de saint Laurent », œuvre du peintre Bernard Dagescy (1759-1829), est située dans le sanctuaire.
L'église est inscrite au titre des monuments historiques par arrêté du 22 octobre 2003.